# Okružní linka metra v Praze
Záměr okružní tangenciální trasy pražského metra se objevil koncem 80. let 20. století v koncepčních plánech Metrostavu na rozvoj pražského metra jako možnost pro vzdálený časový horizont. V původních plánech byla označována jako linka E. V roce 2008 pražský radní pro dopravu počítal s touto linkou jako s polookružní. V roce 2022 byl záměr okružní trasy oživen s navrhovaným označením linky písmenem O. Z evropských velkoměst má okružní linku zejména Moskva (Kolcevaja), z měst srovnatelných počtem obyvatel s Prahou například Oslo a od roku 2019 i Kodaň.

## Okružní linka E – 80. léta
V prvních projektech pražského metra se objevovaly často tři až čtyři linky, pátá zřídkakdy. Také projekty z let sedmdesátých s okružní či jinak koncipovanou pátou linkou nepočítaly. Teprve až v 80. letech byla linka do některých projektů dlouhodobého charakteru zanesena.
V komplexní studii městské hromadné dopravy – sítě metra, zpracované Metrostavem v červnu 1987, byla linka E již načrtnuta. Koncept z roku 1987:
Chmelnice (křížení s linkou D) – Palmovka (křížení s linkou B) – Dělnická – Vltavská (křížení s linkou C) – Letenské náměstí – Hradčanská (křížení s linkou A) – Pohořelec – Moskevská (souběh s linkou B) – Smíchovské nádraží (souběh s linkou B) – Kavčí hory – Mládežnická (křížení s linkami C a D) – (…) – Strašnická (křížení s linkou A) – (…) – Chmelnice.
Úsek Hradčanská – Mládežnická byl v tomto návrhu značen plnou čarou, označující III. etapu výstavby metra do roku 2010, úsek Chmelnice – Hradčanská tenkou plnou čarou označující IV. etapu výstavby, po roce 2010, a úsek Mládežnická – Chmelnice, přemostěný ve III. etapě linkou D, přerušovanou čarou jako výhled bez orientačního data. Jiný zdroj zmiňuje, že Metrostav navrhoval okružní linku metra v roce 1989. Podle webu Tomáše Rejdala bylo v roce 1990 plánováno, že v roce 2003 bude v provozu úsek z Hradčanské přes Anděl na Pankrác a v roce 2025 i úsek z Chmelnice na Hradčanskou.
Jako o alternativě místo linky E se v 80. letech uvažovalo o variantě prodloužení severního konce linky C zpět jižním směrem přes Hloubětín a Michli na Pankrác, kde by linka C překřížila sama sebe, a dále by pokračovala směrem k Vltavě.
Linka E byla v plánku Metrostavu z června 1987 zakreslena tmavě modrou barvou, linka D světle modrou.
Linka není zanesena do územního plánu hlavního města Prahy.

## Opuštění plánů, polookružní linka E
Předseda dopravního výboru Zastupitelstva hlavního města Prahy František Laudát v květnu 2006 vyjádřil svůj názor, že trasa D bude na 20 až 30 let poslední a že se nenaplní sny o okružní trase E.
V říjnu 2006 se objevil v týdeníku Profit článek Petra Kučery doplněný mapkami z Metrostavu, které linku E neobsahovaly. Podle tohoto článku plány do vzdálenější budoucnosti nechce nikdo zveřejňovat za situace, kdy není zřejmý ani osud daleko bližších projektů. Podle tohoto článku se o okružní lince E uvažuje přinejlepším v časovém horizontu let 2030–2050 a pravděpodobnější je, že přednost dostanou nové tramvajové tratě.
V lednu 2008 zveřejnila idnes.cz článek, podle kterého se „podle některých plánů dopravních inženýrů“ má do roku 2100 počet stanic metra zvýšit ze současných 54 na 157, z toho 20 přestupních, a celkem by existovalo 7 tras. „Někteří dopravní inženýři“ v článku nebyli jmenováni, jako zdroj mapky sítě k roku 2100 byl uveden fanouškovský web Metroweb.cz a zkratka magistrátu bez odkazu na konkrétní zdroje. Okružní linka v tomto plánku nese písmeno E, písmenem F je označena linka vedoucí z Kobylis přes Malou Stranu a Barrandov na Zbraslav, písmeno G trasa z Řep do Malešic jako přímější alternativa linky A. Historik dopravy Pavel Fojtík k tomu uvedl, že jde spíše o sny a že takový rozvoj pražské metro nečeká. Architekt Vladimír Jirout, který stál u zrodu plánů pražského metra, uvedl, že nutností je v budoucnu okružní trasa. Pražský radní pro dopravu Radovan Šteiner uvedl, že ve výhledech dopravních studií se po roce 2020 počítá s polookružní trasou E, která by spojila Pankrác přes Malou Stranu, Letnou a Palmovku s Jarovem, avšak není v územním plánu. Podobný článek zveřejnil v září 2008 Pražský deník. Zmínil, že o výstavbě polookružní trasy E ve vzdálenější budoucnosti se mluví nejčastěji, avšak že se neví přesně, kudy by vedla, podle starších plánů by propojila stanice Pankrác, Smíchovské nádraží, Hradčanská, Vltavská a Palmovka. Podle archiváře a historika dopravního podniku Pavla Fojtíka je to opravdu daleký výhled, až po roce 2020, ale polookružní trasa E podle něj dříve nebo později bude, tramvaj podle něj může vést souběžně s metrem, protože každý prostředek zajišťuje odlišné přepravní vztahy. Urbanista Ivan Lejčar v článku uvedl, že linku E by nedělal, místo toho by sázel na tramvajové tratě s vloženými rychlodrážními úseky a plně průjezdnou příměstskou železnici. Článek zmiňuje i plánek možného vývoje metra do roku 2100 z webu fanoušků metra metroweb.cz.

## Linka O nebo E v letech 2022–2023
Nová debata na toto téma se objevila v únoru 2022, kdy hnutí Praha sobě avizovalo, že navrhne prověření stavby okružní linky metra (kterou předběžně nazývá okružní linka O). Náměstek pro dopravu Adam Scheinherr (Praha sobě) kvůli tomu chtěl ještě v roce 2022 předložit radním návrh studie proveditelnosti. Linka O by měla měřit asi 36 km a měla by mít 23 stanic.
Záměr byl radním Scheinherrem prezentován jedinou mapkou, v níž linka D byla vyznačena modře a linka O oranžově, přičemž severní úsek linky O mezi Nádražím Podbaba a Terminálem Sever (VRT) byl vyznačen přerušovanou čarou a mezilehlé stanice v tomto úseku nebyly opatřeny názvy. Radní neuvedl žádné podrobnosti k tomu, kdo tento návrh a mapku pro hnutí Praha sobě připravil. Uvedl však, že předběžně o možnosti jednal s některými koaličními partnery a se zástupci městských organizací a všichni se podle něj shodli, že je důležité, aby Praha po výstavbě linky D pokračovala v rozvoji. Náklady se podle Scheinherra nedají odhadnout, dá se podle něj však například předpokládat, že by metro mohlo v mnohem větší části jezdit po povrchu. Náměstek primátora pro finance Pavel Vyhnánek (rovněž Praha Sobě) řekl, že na rozšiřování metra by se měl finančně podílet stát.
Trasa dle plánku publikovaného hnutím Praha Sobě v únoru 2022:
Nádraží Podbaba – Dejvická (křížení s linkou A) – Vozovna Střešovice – Malovanka – Strahov – Anděl (křížení s linkou B) – Smíchovské nádraží (křížení s linkou B) – Dvorce – Olbrachtova (křížení s linkou D) – Budějovická (křížení s linkou C) – Brumlovka – Michle – Eden / Slavia – Želivského (křížení s linkou linkou A) – Nákladové nádraží Žižkov – Chmelnice – Nádraží Libeň – Vysočanská (křížení s linkou B) – Prosek (křížení s linkou C) – Tupolevova – Nové Čakovice – Nádraží Čakovice – Terminál sever (VRT) – (4 nepojmenované stanice) – Nádraží Podbaba
V pondělí 25. dubna 2022 rada města schválila záměr zřízení pracovní skupiny pro výstavbu linky metra O. Jejími členy mají být politici, dopravní odborníci, urbanisté, sociologové, ekonomové nebo zástupci městských společnosti ROPID, DPP, TSK a IPR či Správy železnic. Úkolem pracovní skupiny má být příprava konkrétního zadání pro studii proveditelnosti. Podle představ radního Scheinherra by toto zadání mělo být hotové koncem léta, v září 2022 by jej pak mohli radní schválit a na jeho základě zadat studii proveditelnosti. Dobu zpracování studie proveditelnosti odhadoval Scheinherr na dva roky od jejího zadání. Předseda opozičního zastupitelského klubu ODS Zdeněk Zajíček vyjádřil nejistotu, zda v dohledné době bude mít město peníze na takovou stavbu a zda bude mít prioritu. Starosta Prahy 9 Tomáš Portlík uvedl, že Praha potřebuje jinou infrastrukturu, a návrh označil za předvolební populismus.
31. srpna 2022 byla vydána zpráva, že odborná skupina odsouhlasila finální zadání pro vypsání zakázky na studii proveditelnosti, zadání bude ještě schvalovat rada města. Studie má určit její trasu, umístění stanic, technickou proveditelnost, doporučit výběr systému metra, posoudit ekonomickou stránku výstavby a společenský přínos. Dokument má mít tři části, analytickou, návrhovou a hodnoticí. Studie má stát zhruba 30 milionů korun, náklady na samotnou výstavbu se podle radního Scheinherra zatím nedají odhadnout. Zakázku by mělo město vypsat na podzim 2022, studie by mohla být hotova v roce 2025 a stavební povolení k první, jižní části linky by mohlo město mít v roce 2033. Pracovní skupina připravila návrh znění technických podmínek studie proveditelnosti páté trasy metra, tento návrh byl potvrzen usnesením rady města ze září 2022, kterým bylo uloženo vést jednání o přípravě veřejné zakázky na studii proveditelnosti.
17. března 2023 po půlnoci prezentoval pražský radní pro dopravu Zdeněk Hřib na své facebookové stránce mapovou grafiku s logem Pirátské strany, na kterém byla kromě tzv. vnitřního tramvajového okruhu zakreslena i okružní linka metra, ovšem opět pod původním označením E.
V pondělí 11. prosince 2023 rada města uložila odboru dopravy Magistrátu hlavního města Prahy zajistit koordinátora celého projektu pořízení Studie proveditelnosti tangenciálně-okružní kolejové dopravy. Koordinátor má ve spolupráci s odbornými organizacemi města připravit podrobné zadání pro následnou veřejnou zakázku, vést předběžné tržní konzultace a být pro hlavní město partnerem v celém procesu přípravy veřejné zakázky, výběru zhotovitele i následného zpracování studie proveditelnosti. Druhým krokem následně má být samotný výběr zpracovatele studie proveditelnosti na základě podrobného zadání zajištěného koordinátorem, který zároveň upřesní očekávané náklady na zpracování studie na základě předběžných tržních konzultací. Tento krok bude spuštěn schválením záměru veřejné zakázky.